# Albert Perrot (pilote)
Pour les articles homonymes, voir Albert Perrot.
Albert Louis Perrot, né le 31 janvier 1894 à Quarré-les-Tombes et mort le 5 octobre 1950 à Boulogne-Billancourt, était un pilote automobile français sur circuits à bord de voitures de sport de la marque Delahaye, essentiellement au début des activités sportives de celle-ci.

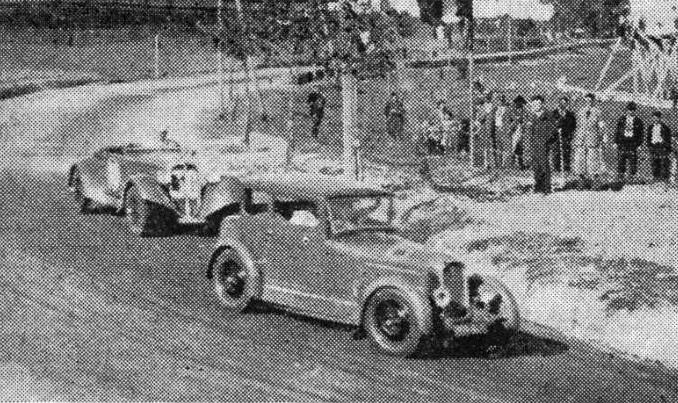
Albert Perrot sur Hotchkiss va doubler une Chenard et Walker (Grand Prix d'Algérie Sport 1934).

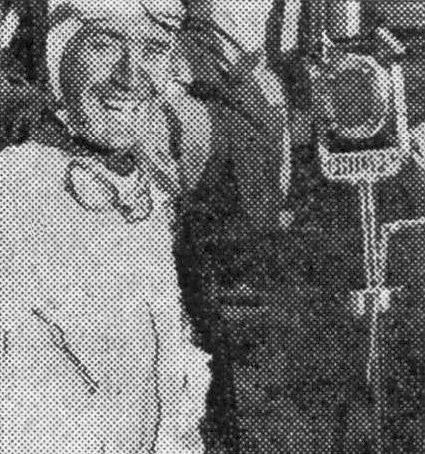
Albert Perrot, vainqueur du Grand Prix d'Algérie Sport 1934.

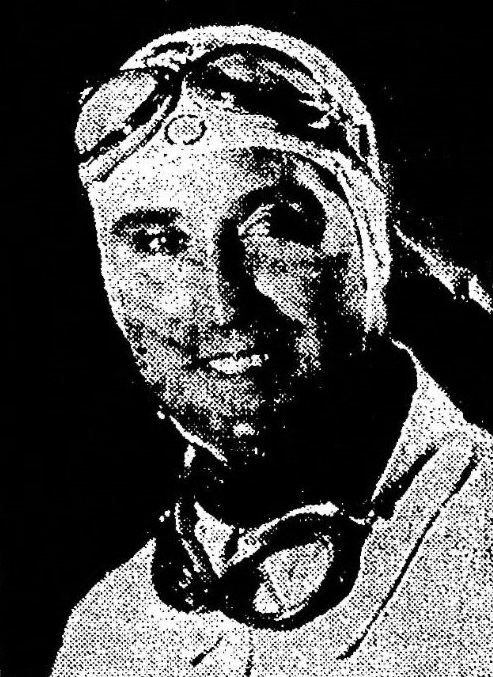
Albert Perrot en 1935.

## Biographie
Après des débuts sur cyclecars au milieu des années 1920 (en 1924 au Grand Prix du M.C.F., avec un VAL de Salmson), puis quelques apparitions en 1929 sur une Alfa Romeo 6C-1500 (notamment au Grand Prix de Monaco), sa carrière s'étala régulièrement entre 1934 et 1937.
Il participa préalablement encore aux 24 Heures du Mans 1928, sur Salmson CS 1,1 L. avec J. Hasley (après avoir surtout pour cette marque remporté le Grand Prix de Picardie en 1926, alors réservé aux cyclecars).
Après avoir abandonné lors du Grand Prix de Monaco 1929 sur Alfa Romeo 6C, il réorienta sa carrière vers les courses SportsCars, avec cependant encore une participation au Grand Prix de France 1936, où il obtint une cinquième place associé alors à Marcel Dhôme sur Delahaye 135CS. Lors de cette course, quatre voitures Delahaye se classèrent dans la cinq premières (deuxièmes Marcel Mongin et "Michel Paris"), cinq dans les dix premières, et  sept dans les douze premières (pour neuf participantes). La saison suivante Perrot fut encore sixième du Grand Prix de Tunisie.
Il fit une réapparition après guerre, lors des 12 Heures de Paris en 1948, avec Louis Gérard sur une Delage D6-3L. anglaise (de W.S. Watney).
Il ne doit pas être confondu avec Albert Perrot, syndicaliste français de la C.G.T. aux PTT, également durant les années 1930.

## Palmarès
Cyclecar:
- 1926 Grand Prix de Picardie, sur Salmson;
  - 2e du Grand Prix du M.C.F. 1926, sur Salmson (4e en 1925);
  - 2e du Grand Prix du Salon 1926, sur Salmson;

Sport:
- 1934 Grand Prix d'Algérie, sur 18CV, type 138;
- 1935 Circuit d'Orléans, sur 18CV;
- 1935 Grand Prix de la Marne, sur 18CV (vainqueur le même jour en Formule libre René Dreyfus, sur Alfa Romeo);
- 1935 Course de côte du Mont Ventoux comme quatrième étape du Rallye des Alpes françaises[3].
- 1935 Course de côte de Chanteloup catégories Sport et Tourisme, sur Delahaye 18CV 3.3L[4].

### Records du monde
- les 8 et 9 mai 1934, sur l'autodrome de Linas-Montlhéry (avec Marcel Dhôme et Armand Girod): 4 000 miles, 5 000 miles, et 48 heures (à plus de 176 km/h de moyenne)[5], 5 000 miles et 48 heures (à plus de 176 km/h de moyenne);
- le 10 mai 1934: 10 000 kilomètres, à la moyenne de 168,5 km/h;
- du 8 au 10 mai 1934: 11 records internationaux, dans la classe de cylindrée.